# Distretto 1 (Liberia)
Il distretto 1 è un distretto della Liberia facente parte della contea di Grand Bassa.